# Aonidomytilus bilobis
Aonidomytilus bilobis är en insektsart som beskrevs av Ferris 1941. Aonidomytilus bilobis ingår i släktet Aonidomytilus och familjen pansarsköldlöss. Inga underarter finns listade i Catalogue of Life.